# 石巻平野町
石巻平野町（いしまきひらのちょう）は、愛知県豊橋市の地名。

## 地理
豊橋市北東部に位置する。東は石巻萩平町・石巻中山町、西は石巻小野田町、南は石巻本町・嵩山町、北は石巻西川町に接する。

### 字一覧
- 赤ザレ（あかざれ）[WEB 5]
- 一ノ沢（いちのさわ）[WEB 5]
- 大坪（おおつぼ）[WEB 5]
- 奥原（おくはら）[WEB 5]
- 上大向野（かみおおむかいの）[WEB 5]
- 上寒ノ谷（かみかんのや）[WEB 5]
- 上郷（かみごう）[WEB 5]
- 上向嶋（かみむかいじま）[WEB 5]
- 川口（かわぐち）[WEB 5]
- 川添（かわぞえ）[WEB 5]
- 黒地（くろじ）[WEB 5]
- 小坪（こつぼ）[WEB 5]
- 清水沢（しみずざわ）[WEB 5]
- 下大向野（しもおおむかいの）[WEB 5]
- 下寒ノ谷（しもかんのや）[WEB 5]
- 下郷（しもごう）[WEB 5]
- 下向嶋（しもむかいじま）[WEB 5]
- 下安川（しもやすがわ）[WEB 5]
- 炭焼（すみやき）[WEB 5]
- 象之谷（ぞうのや）[WEB 5]
- 滝平（たきひら）[WEB 5]
- 中寒ノ谷（なかかんのや）[WEB 5]
- 中野田（なかのだ）[WEB 5]
- 中原（なかはら）[WEB 5]
- 二ノ沢（にのさわ）[WEB 5]
- 橋之本（はしのもと）[WEB 5]
- 初坂（はつざか）[WEB 5]
- 張原（はりわら）[WEB 5]
- 東大向野（ひがしおおむかいの）[WEB 5]
- 東下郷（ひがししもごう）[WEB 5]
- 日名倉（ひなぐら）[WEB 5]
- 二ツ塚（ふたつづか）[WEB 5]
- 巳ノ甲（みのこう）[WEB 5]
- 森神（もりがみ）[WEB 5]
- 安川（やすがわ）[WEB 5]

### 学区
- 公立高等学校 - 三河学区
- 公立中学校 - 豊橋市立石巻中学校[WEB 6]
- 公立小学校 - 豊橋市立西郷小学校[WEB 6]

## 歴史

### 人口の変遷
国勢調査による人口および世帯数の推移。
| 1995年（平成7年）  | 132世帯 567人 |  |
| 2000年（平成12年） | 141世帯 599人 |  |
| 2005年（平成17年） | 153世帯 620人 |  |
| 2010年（平成22年） | 155世帯 588人 |  |
| 2015年（平成27年） | 161世帯 527人 |  |

### 沿革
- 慶長9年ごろ - 三河国八名郡の吉田藩領平野村が西郷村から分離し成立したとみられる[1]。
- 1878年（明治11年） - 中野田新田を吸収[1]。
- 1889年（明治22年） - 西郷村大字平野となる[1]。
- 1906年（明治39年） - 石巻村大字平野となる[1]。
- 1955年（昭和30年） - 豊橋市石巻平野町となる[1]。

## 交通
- 愛知県道豊橋新城鳳来線[2]

## 施設
- 日名倉山[2]
- 臨済宗妙心寺派悟本寺[2]
- 神明社[2]

### WEB
1. ↑  “愛知県豊橋市の町丁・字一覧”.   人口統計ラボ. 2023年4月13日閲覧。
2. ↑  総務省統計局 (2017年1月27日). “平成27年国勢調査の調査結果(e-Stat) - 男女別人口及び世帯数 －町丁・字等” (CSV). 2021年7月21日閲覧。
3. ↑  “愛知県豊橋市の郵便番号一覧”.   日本郵便. 2023年4月13日閲覧。
4. ↑  “市外局番の一覧” (PDF).   総務省 (2022年3月1日). 2022年3月22日閲覧。
5. 1 2 3 4 5 6 7 8 9 10 11 12 13 14 15 16 17 18 19 20 21 22 23 24 25 26 27 28 29 30 31 32 33 34 35  “愛知県豊橋市 住所一覧から地図を検索”.   ONE COMPATH. 2023年8月17日閲覧。
6. 1 2  豊橋市教育委員会学校教育課学事グループ (2021年3月1日). “豊橋市小・中学校通学区域早見表” (PDF).   豊橋市. 2024年11月15日閲覧。
7. ↑  総務省統計局 (2014年3月28日). “平成7年国勢調査の調査結果(e-Stat) - 男女別人口及び世帯数 －町丁・字等” (CSV). 2021年7月20日閲覧。
8. ↑  総務省統計局 (2014年5月30日). “平成12年国勢調査の調査結果(e-Stat) - 男女別人口及び世帯数 －町丁・字等” (CSV). 2021年7月20日閲覧。
9. ↑  総務省統計局 (2014年6月27日). “平成17年国勢調査の調査結果(e-Stat) - 男女別人口及び世帯数 －町丁・字等” (CSV). 2021年7月21日閲覧。
10. ↑  総務省統計局 (2012年1月20日). “平成22年国勢調査の調査結果(e-Stat) - 男女別人口及び世帯数 －町丁・字等” (CSV). 2021年7月21日閲覧。
11. ↑  総務省統計局 (2017年1月27日). “平成27年国勢調査の調査結果(e-Stat) - 男女別人口及び世帯数 －町丁・字等” (CSV). 2021年7月21日閲覧。

### 書籍
1. 1 2 3 4 5 6  「角川日本地名大辞典」編纂委員会 1989, p. 1146.
2. 1 2 3 4 5 6  「角川日本地名大辞典」編纂委員会 1989, p. 1783.